# Vovinam

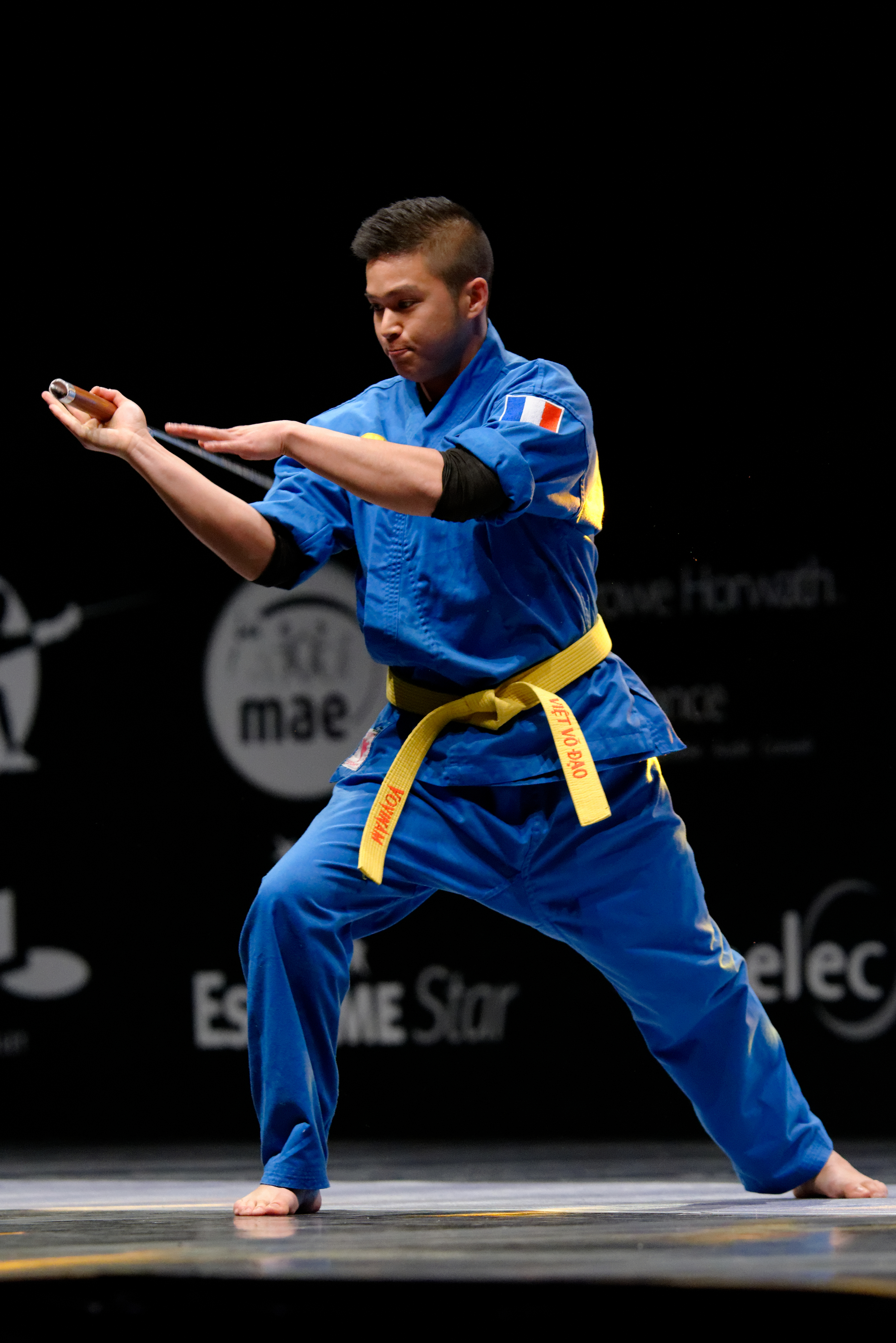
Vovinam-Demonstration in Frankreich (2014)

Vovinam ist eine Kampfkunst aus Vietnam.
Vovinam wird ohne und mit Waffen ausgeübt. Es basiert auf dem Prinzip der Harmonie zwischen hart und weich. Es umfasst auch das Training des gesamten Körpers und nutzt Kraft und Reaktion des Gegners.
Vo (Võ) bedeutet Kampfkunst,
Vinam steht für „Vietnam“

## Allgemeines
Vovinam Viêt Võ Dao wurde neben der Selbstverteidigung auch mit dem Ziel der Gesundheitserhaltung und der persönlichen Entwicklung kreiert.
Vovinam umfasst Hand- und Ellenbogentechniken, Fußtritte, Fußfeger, Würfe und Hebeltechniken. Trainiert werden Angriffs- und Abwehrtechniken, Befreiungstechniken, Formen, Freikampf und der traditionelle Ringkampf. Selbstverteidigungstechniken behandeln unter anderem die Verteidigung gegen Würgen, Festhalten, Messer- sowie Schwertangriffe.
Fortgeschrittene lernen, die Techniken vielfältig zu kombinieren und sich gegen bewaffnete Gegner zu verteidigen. In der Trainerstufe wird der Umgang mit traditionellen Waffen, wie Langstock, Messer, Schwert, Säbel, Hellebarde und Axt geübt. Die Waffen dienen als Trainingsgeräte zur Erlangung einer optimalen Körperbeherrschung. Äußerste Konzentration ist erforderlich.

## Geschichte
Begründer des Vovinam Viêt Võ Dao ist Großmeister Nguyễn Lộc. In seiner Jugend trainierte er traditionelle, vietnamesische Kampfkünste. Er wuchs in einem Vietnam auf, das unter 50 Jahren französischer Kolonialisierung zu leiden hatte. Er war der Überzeugung, dass ein starkes Volk nur entstehen könne, indem seine Jugend trainiert werde – ein starker Körper, ein klarer Verstand und eine „reine“ Seele. 
Er begann mit dem Studium verschiedener Kampfkunstarten. Er las Bücher über Geschichte, Kunst, Gesundheit, Philosophie und Religion. All diese Erfahrungen und Kenntnisse vereinte er in einer neuen Kampfkunst und Philosophie. Sie war patriotisch geprägt, da sie von einem Vietnamesen für Vietnamesen gemacht war. Die Vielfalt der Quellen spiegelt sich auch in der Vielfalt der Techniken wider. Dennoch waren die Techniken so konzipiert, dass sie adäquat dem vietnamesischen Körperbau und Wuchs angepasst sind: Klein, aber flink und wendig. 1938 stellte er Vovinam offiziell vor.
Weltweit verbreitet wurde Vovinam vor allem durch in Frankreich ansässige vietnamesische Flüchtlinge.
Nach Nguyễn Lộcs Tod übernahm Großmeister Lê Sáng 1960 Pflege, Weiterentwicklung und weltweite Verbreitung des Vovinam. Im Jahr 2010 starb Großmeister Lê Sáng. Die weltweite Organisation des Vovinam übernahem daraufhin die World Vovinam Viet Vo Dao Federation (WVVF) mit Sitz in Saigon. In Europa wurde 2010 die European Vovinam Viet Vo Dao Federation (EVVF) gegründet, der wiederum der Deutsche Vovinam Viet Vo Dao Fachverband e.V. als deutsche Dachorganisation angehört. Es gibt aber noch weitere Organisationen, z. B. für Deutschland die Föderation Vovinam Viet Vo Dao Deutschland. In Deutschland gibt es über zwanzig Vovinam-Schulen.Beleg?
Die World Vovinam Federation (WVVF) richtet die Weltmeisterschaften aus.

## Theorie
Die Yin-und-Yang-Theorie (vietnamesisch „Âm-Dương“) besagt, dass alle Geschehnisse im Universum durch das ständige Wechselspiel von Yin (negativ) und Yang (positiv) bewirkt werden. Gemäß dieser Theorie existieren Kampfkünste, die das Harte gegenüber dem Weichen, und andere, die das Weiche gegenüber dem Harten vorziehen. Im Vovinam Viêt Võ Dao bevorzugt man weder das eine noch das andere. Hart und weich werden gleichermaßen eingesetzt, um sich jeder Situation, jedem Problem entsprechend anpassen zu können. Daher liegt das Hauptprinzip des Vovinam Viêt Võ Dao darin, die Gegensätze von hart und weich den Umständen entsprechend wechselseitig zuzuordnen und damit eine koordinierte Wechselwirkung der Gegensätze zu bewirken.
Ausgehend von Võ-Thuat, der Kampfkunsttechnik als Mittel, entwickelt ein Schüler im Laufe der Trainingsjahre die Fähigkeit, hart und weich miteinander zu ergänzen und je nach Situation im richtigen Verhältnis anwenden zu können, sei es im Kampf oder im alltäglichen Leben. Hierbei werden nicht nur die körperlichen Fähigkeiten entwickelt, sondern auch der Geist des Schülers geprägt. Doch nicht nur das Prinzip der Harmonie von hart und weich trägt dazu bei, die Philosophie der Kampfkunst zu verinnerlichen, sondern auch viele andere Dinge, die aus dem Training hervorgehen, beispielsweise Kampfgeist, Mut und Zähigkeit, aber auch Fairness, Bescheidenheit und Toleranz. Vor allem aber die Trainingsmoral und die Art der Technikanwendung prägen den Charakter eines Schülers.
Die größte Schwierigkeit liegt darin, das Ego zu durchschauen und zu überwinden. Sollte dies gelingen, gewinnt ein Vovinam-Schüler nach und nach aus der eigenen Stärke heraus auch an Großzügigkeit und Toleranz gegenüber anderen Menschen. Mit dem Bewusstsein, dass das wichtigste im Leben eines Menschen andere Menschen sind, liegt das Endziel darin, nicht nur sich selbst, sondern auch anderen Menschen helfen zu können, in Frieden und Harmonie mit seiner Umwelt zu leben, und wenn nötig, dazu bereit zu sein, das eigene Leben für das Leben anderer Menschen einzusetzen.
Mit der gegenseitigen Begrüßung „die starke Hand auf dem gütigen Herzen“ wird dem Schüler im Rahmen des Trainings sowohl das Hauptprinzip als auch das Ziel des Vovinam Viêt Võ Dao ständig ins Bewusstsein gerufen. Hierbei geht es darum, die Kraft und Reaktion des Gegners auszunutzen, also mit geringem eigenen Kraftaufwand eine maximale Wirkung zu erzielen.

### Die zehn Prinzipien des Vovinam Viêt Võ Dao
1. Anstreben der höchstmöglichen Stufe der Kampfkunst sowie einer humanitären Haltung
2. Pflegen, verbreiten und weiterentwickeln des Vovinam Viêt Võ Dao
3. Respektieren der Meister und Trainer, Hilfsbereitschaft und Zusammenhalt zwischen den Mitgliedern
4. Einhalten der Ordnung und Disziplin
5. Respektieren anderer Kampfkünste. Keine Anwendung der Kampfkunst, außer im Falle der Verteidigung
6. Schärfen und kultivieren des Geistes; stark sein für ein sinnvolles Leben
7. Verinnerlichen von Fairness und Gerechtigkeit
8. Stärken des Willens; Überwindung von Hindernissen
9. Entwickeln von Ausdauer und Zielstrebigkeit; Probleme klug lösen
10. Ausbilden von Selbstvertrauen und Mut, aber auch von Bescheidenheit und Toleranz[3][2]

## Das Gürtelsystem, der Anzug und die Farben

### Anzug

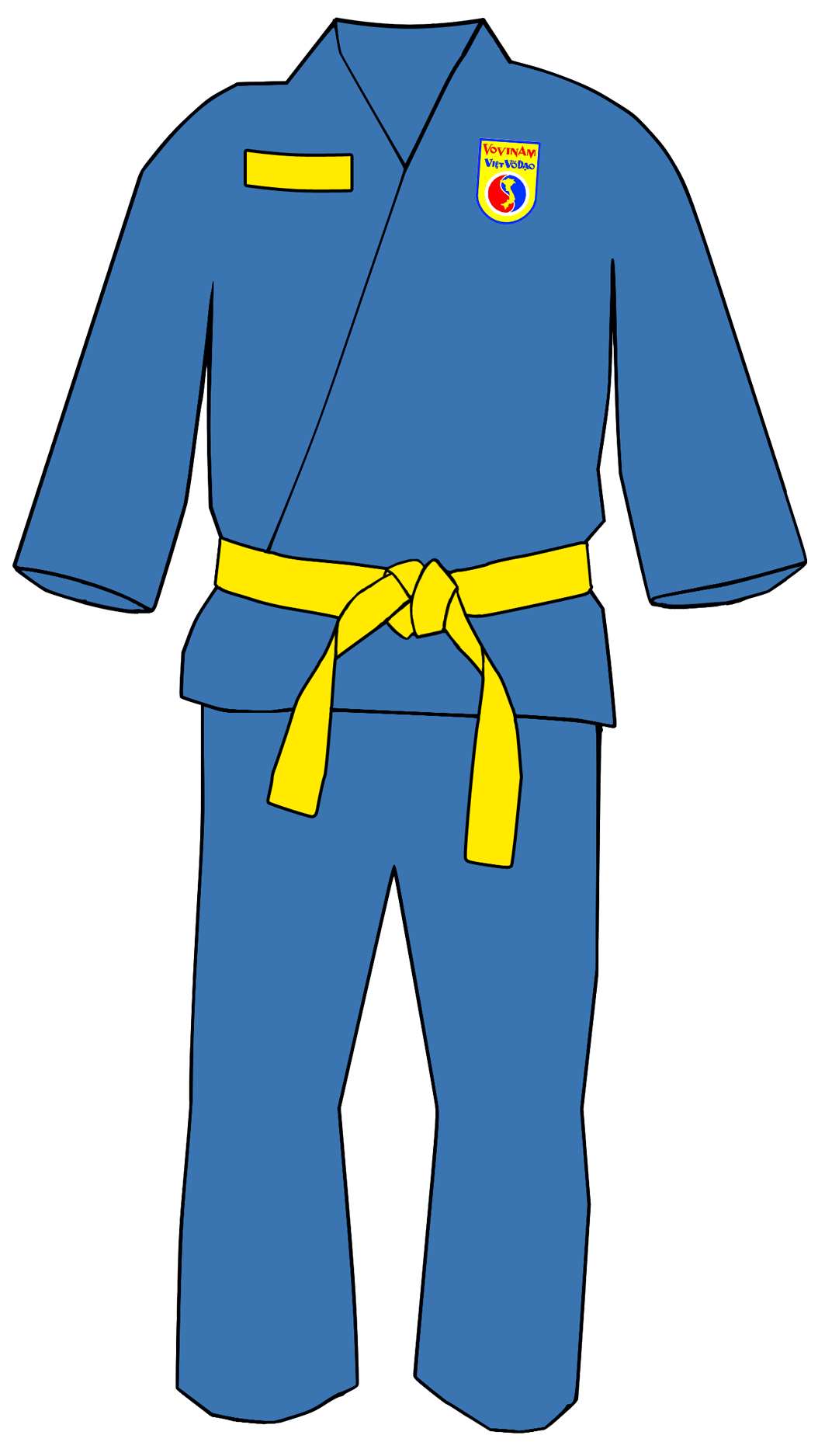
Vovinam-Anzug

Ab der Gründung der Việt-Võ-Đạo-Föderation 1973 war der Anzug schwarz. Im Sommer 1990 fand ein Treffen der Vovinam-Meister statt mit dem Ziel, eine Organisation für Vovinam Việt Võ Đạo außerhalb Vietnams auf die Beine zu stellen. Einer der Beschlüsse war, dass die Anzüge im Vovinam Việt Võ Đạo weltweit nun blau sein sollten.

### Gürtel
Vovinam-Anfänger beginnen mit einem hellblauen Gürtel in der Farbe des Vovinam-Anzugs (je nach Land können die Anzüge auch dunkelblau sein).
 Darauf folgt der dunkelblaue Gürtel. Ab diesem Zeitpunkt ist er „Nhập Môn“, ein Schüler. Mit den folgenden drei Prüfungen werden dem blauen Gürtel gelbe Streifen hinzugefügt. Nach dem dritten gelben Streifen folgt der Gelbgurt. Der Schüler hat die Trainerstufe erreicht.
 Gelb ist die Farbe der Asiaten. Sie symbolisiert die Verinnerlichung der Kampfkunst und der Philosophie, so als wäre das Gelernte „hauttief“ in den Körper eingedrungen.
Der in anderen Kampfkünsten schwarze Gürtel ist im Vovinam gelb. Entsprechend darf ein Vovinam-Schüler anstelle eines gelben Gürtels auch einen schwarzen Gürtel tragen. In nun längeren Abständen folgen jeweils ein, zwei oder drei rote Streifen auf dem gelben Gürtel. Sie entsprechen dem ersten, zweiten bzw. dritten Dang (Dan). Die darauf folgende Prüfung ist die Meisterprüfung. Ihr erfolgreicher Abschluss berechtigt zum Tragen des roten Gürtels mit rundum laufendem gelben Rand.
 Rot steht für das Blut, die intensive Flamme. Der Trainierende hat das Vovinam Viêt Võ Dao noch weiter verinnerlicht. Der fünfte bis zehnte Dang wird durch einen vollständig roten Gürtel mit ein bis sechs weißen Streifen symbolisiert.
 Weiß steht für die Unendlichkeit, die Knochen; es ist Symbol der Tiefe, des Geistes. Mit dem weißen Gürtel wird dem Meister die absolute Beherrschung des Vovinam Viêt Võ Dao bescheinigt. Auf diesem Gürtel sind mehrere dünne Längsstreifen in den Farben blau, gelb und rot aufgebracht. Sie zeigen noch einmal die Gesamtheit des Vovinam Viêt Võ. Dieser Gürtel ist dem „Präsidenten“ vorbehalten, er ist der einzige, der ihn tragen darf. Bis September 2010 war dies Großmeister Le Sang. In Deutschland wird ein weißer Gürtel auch für Kinder verwendet. Es folgen dann sechs Prüfungen, bei denen man jeweils immer einen blauen Streifen bekommt.
Der Gürtelaufbau repräsentiert auch den Aufbau des Vovinamschülers von außen nach innen (Anzug – Hautfarbe – Blut – Knochen).
| Titel  | Tự Vệ | Nhập Môn / Lam Đai | Hoàng Đai | Hồng Đai | Bạch Đai |
| ------ | ----- | ------------------ | --------- | -------- | -------- |
| Gürtel |       |                    |           |          |          |

### Namensschilder
Zu jeder Gürtelfarbe gibt es farblich angepasste Namensschilder. Zu blauen Gürteln wird ein blaues Namensschild mit gelber Schrift getragen, zu gelben Gürteln ein gelbes Namensschild mit roter Schrift und zu roten Gürteln ein rotes Namensschild mit weißer Schrift. Der Patriarch trägt ein weißes Namensschild mit roter Schrift. Am oberen und unteren Rand des weißen Namensschildes sind jeweils drei dünne, horizontale Streifen in den Farben blau, gelb und rot.

## Grundtechniken und Waffen
- Handtechniken (đòn tay)
- Ellenbogentechniken (chỏ)
- Fusstritte (đá)
- Knietechniken (gối)
- Formen (Quyền, Song Luyện, Đa Luyện)
- Angriffstechniken (chiến lược)
- Traditionelles Ringen (Vật)
- Beinscheren (đòn chân)
- Langstock (côn)
- Schwert (kiếm)
- Breitschwert / Säbel (Dao)
- Hellebarde (Dai Dao)
- Machete
- Fächer[1]

### Spezialitäten

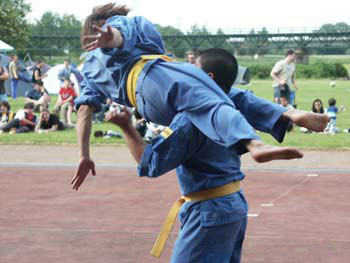
Gesprungene Beinschere zum Hals. Der Gegner wird mit einer Drehung des Oberkörpers zu Boden gezwungen.

Vovinam hat ein paar sehr individuelle Techniken:
1. „Dam Lao“: Ein geschwungener Faustschlag mit den Knöcheln der Handoberseite, zum Beispiel zur Schläfe.
2. „Da Canh“: Ein „quer“ angewandter Fußtritt mit der Fußaußenseite.
3. Vierkampf („Tu Dau“): Ein einstudierter Kampf zwischen 4 Vovinamtrainern/-meistern.
4. Beinscheren („Don Chan“): Meist mit beiden Beinen gesprungene Tritte oder Klammergriffe, die den Gegner zu Boden stoßen bzw. reißen.

Es gibt insgesamt 20 Beinscheren-Techniken. Die ersten zehn Beinscheren-Techniken weisen Parallelen zu den beidbeinigen Sprungtritten des Taekwondos auf, zeigen jedoch in der Ausführung Unterschiede bezüglich Anwendung und Technik. Die ersten fünf Beinscheren gehen unter die Gürtellinie und greifen die Beine des Gegners an, die Beinscheren sechs bist zehn sind Tritte, die zum Gesicht des Gegners gehen und beidbeinig ausgeführt werden. Bei den Beinscheren-Techniken 11 bis 20 wird zum Kopf des Gegners gesprungen. In der Luft werden die Beine gespreizt. Sobald sie in Höhe des Kopfes sowie in der Reichweite des Gegners sind, werden die Beine geschlossen und klammern sich um das Genick des Gegners. 
Diese Beinscherentechnik ist schon seit Jahrhunderten ein Bestandteil des vietnamesischen Kampfsports. In der Vovinam-Kampfkunst wurden besondere Falltechniken entwickelt, um sich bei der Ausführung dieser Techniken nicht zu verletzen.

## Logo

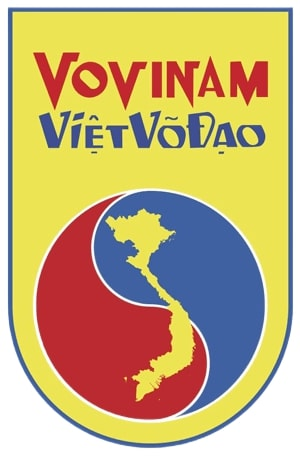
Logo des Vovinam

Die Form des gelben Vovinam-Viêt-Võ-Dao-Abzeichens besteht aus der Verbindung eines Vierecks und eines Kreises, oben eckig und unten rund. Diese Form symbolisiert die Vollendung des Wahren, Guten und Schönen.
Das Abzeichen ist marineblau umrahmt. Der rote Schriftzug „Vovinam“ steht über dem marineblauen Schriftzug „Viêt Võ Dao“ und weist mit seinen spitzen Buchstaben den Weg zum Ziel. Darunter befinden sich die beiden Pole von Yin (rot) und Yang (marineblau).
In der Mitte der beiden Pole steht die gelbe Landkarte von Vietnam. Das Symbol der beiden Yin- und Yang-Pole wird von einem breiten weißen Kreis umschlossen, der das Wesen des Dao symbolisiert, mit dem Auftrag, zwischen Yin und Yang zu vermitteln, die beiden Pole zu unterwerfen und sie zu tolerieren, um das Leben aller Wesen zu ermöglichen.

## Film
- Vovinam in Vietnam. Dokumentarfilm, Deutschland, 2009. 28:30 Min., Buch und Regie: Tilman Büttner, Produktion: SWR, Deutsche Welle, Transtel, Reihe: Spiele der Welt. Erstsendung: 6. September 2000 bei arte, Dossier von SWR.